# Mecklenburg-Elő-Pomeránia
Mecklenburg-Elő-Pomeránia (németül: Mecklenburg-Vorpommern) Németország egyik tartománya az ország északkeleti részén, fővárosa Schwerin. Területét észak felől a Keleti-tenger, keletről Lengyelország, délről Brandenburg, nyugatról Alsó-Szászország és Schleswig-Holstein tartományok határolják. Németország egyik legnaposabb vidékét számtalan apró és nagyobb tó tarkítja.
A tartományt 1945-ben Németország szovjet megszállási övezetében, az egykori Mecklenburg és a történelmi Pomeránia Németországnál maradt nyugati területeinek összevonásával hozták létre. 1952-ben a tartományt feloszlatták, de 1990-ben újból elnyerte az egységes Németországon belüli önállóságát. A rendszerváltást követően Mecklenburg-Elő-Pomerániában munkanélküliséggel és a szélsőséges eszmék megerősödésével kísért permanens gazdasági-társadalmi válság bontakozott ki.

## Földrajza

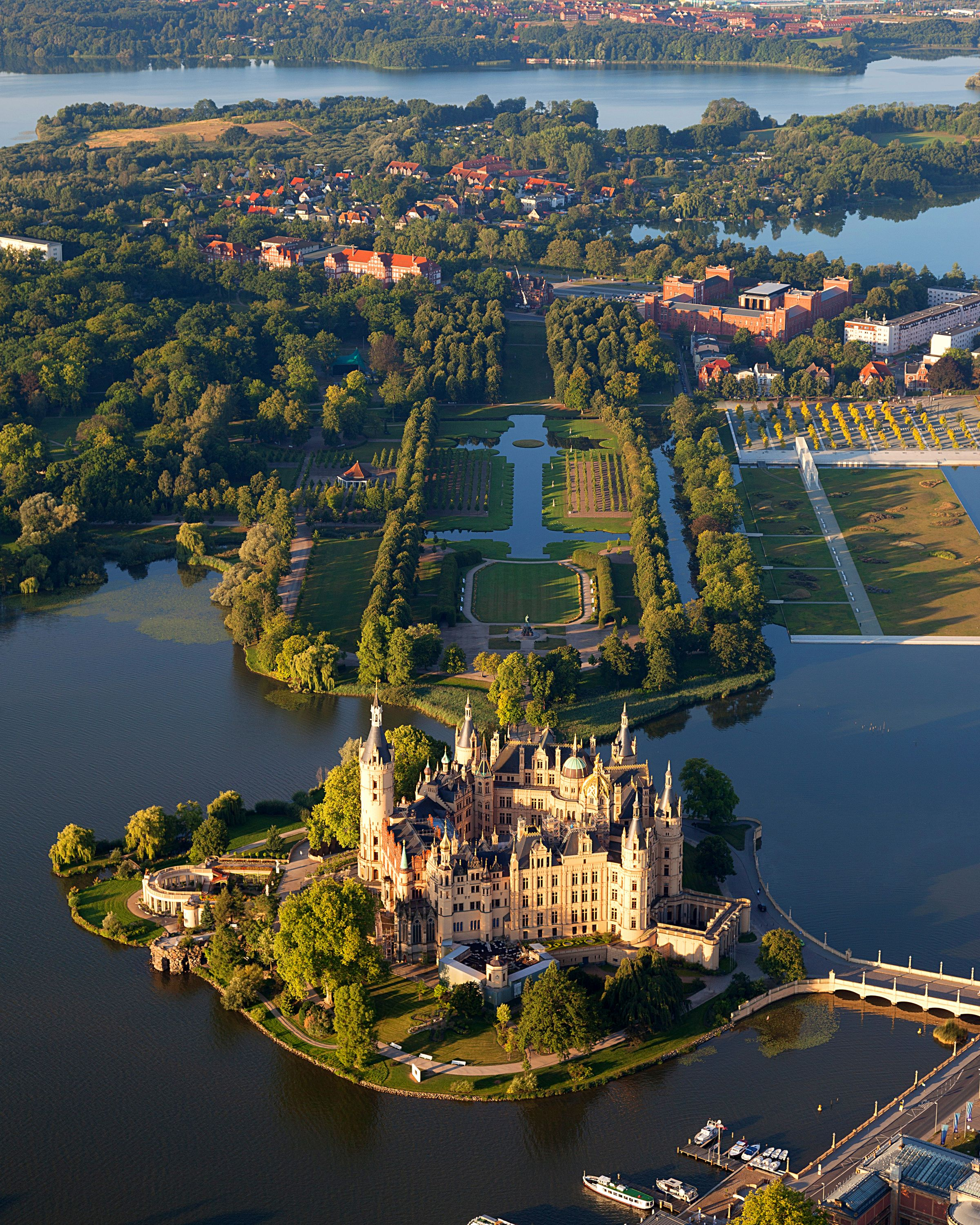
Schwerini kastély

Mecklenburg & Pomerania

A Balti-tengernél fekszik, a partvonal erősen tagolt. 1700 kilométernyi tengerpartja a leghosszabb a német tartományok között, de a nyílt tengerrel csak 350 kilométernyi part határos. A part mentén négy nagy (Rügen, Poel, Usedom és Hiddensee) és több apró sziget sorakozik. A tengerpart hosszát jelentősen megnövelik a szárazföldhöz kapcsolódó hosszú, homokos turzás-földnyelvek. A partvonal mentén számos elnyúló öböl, helyi nevén sund fut végig. A partokkal párhuzamos sundok mellett a partvonalra merőlegesen futó mély öblök, fördék is tagolják a tartomány partvidékét, ilyen a nyugati határon fekvő Trawe és a rostocki kikötőt magában foglaló Warnow.
Mecklenburg-Elő-Pomeránia a leglaposabb vidékek közé tartozik Németországban. A táj gerincét a tartomány déli szélén végigfutó morénasor jelenti. Ennek legmagasabb pontja a tartomány délkeleti szegletében elhelyezkedő Helpter Berge (magyarul kb. Helpti hegyek), egy 179 méter magasra emelkedő morénahalom-vonulat. A délnyugati tartományi határ mellett magasodó, 177 méter magas Ruhner Berge morénahalom a második legmagasabb pontja Mecklenburg-Elő-Pomerániának.

### Geológia és morfológia

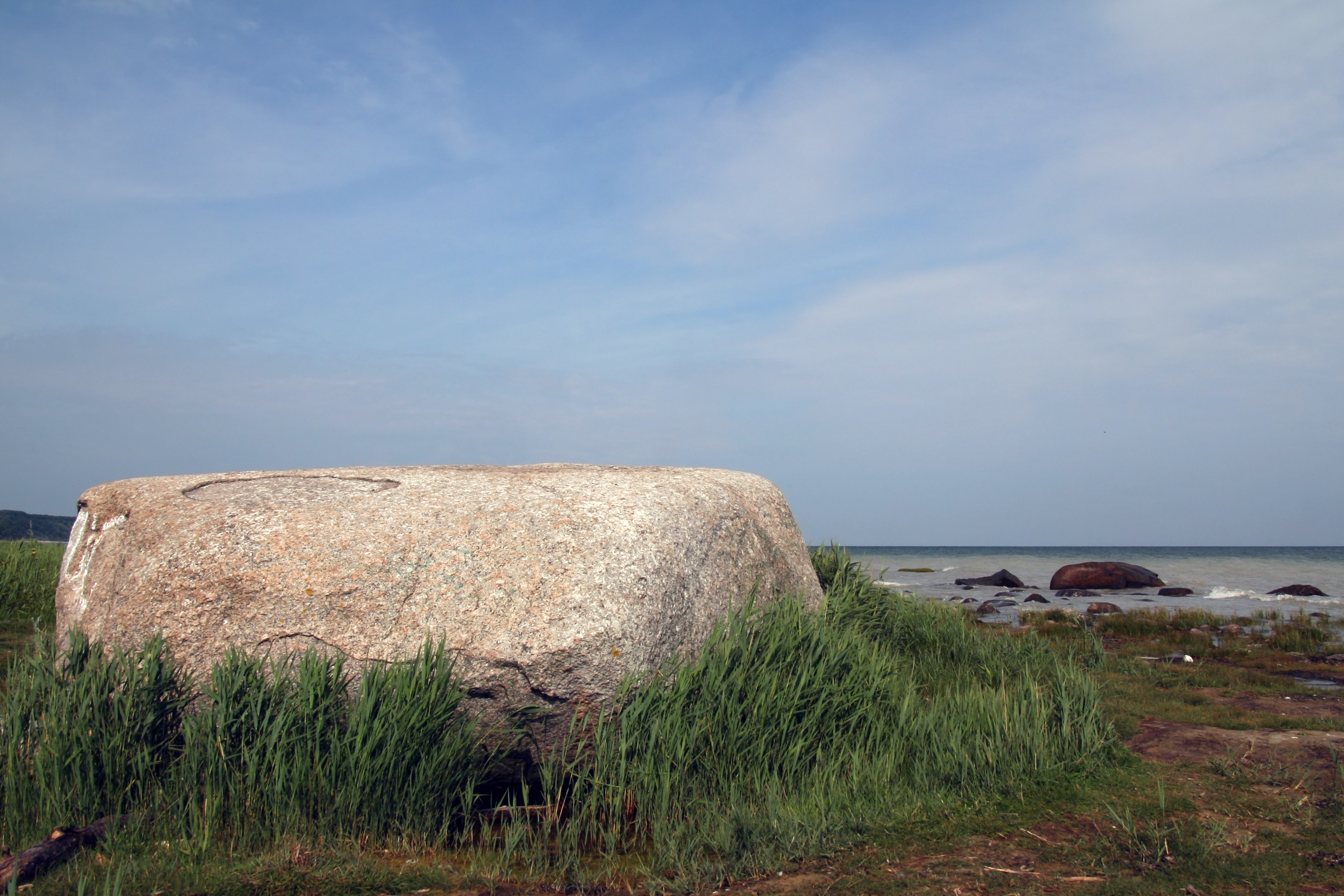
A Siebenschneiderstein (Hétszabó-kő), vándorkő Rügenen.

Mecklenburg-Elő-Pomeránia a Germán-alföld északi részén fekszik. A síkság egészének kialakulását, felszíni formáit meghatározzák a legutóbbi jégkorszak eseményei. Mecklenburg-Elő-Pomeránia területe a tengertől távolodva enyhén emelkedik. Területét két nagy ősfolyamvölgy fogja közre, délnyugaton az Ős-Elba, míg északkeleten az Ős-Odera által mélyített völgyek fekszenek. Az ősfolyamvölgyek által közrezárt területen fekszik a Pomerániai tóhátság hatalmas morénavidéke. A dimbes-dombos tájat a Skandináviából ideszállított hordalékkal töltötte fel az északról érkező belföldi jég. A homokos-kavicsos talajú vidéken rendre felbukkannak a belföldi jég által hátrahagyott formák: ózok, drumlin, kame-ek. A tartományban több helyen is felbukkannak a vándorkövek, a legnagyobbak Rügen szigetén találhatóak.

### Felszíni vizek
Mecklenburg-Elő-Pomeránia az ország tavakban egyik leggazdagabb régiója. A jégkorszaki morénahátságokon több nagy tóvidék alakult ki. Mecklenburgi tóháságon számtalan kisebb-nagyobb glaciális eredetű tó búvik meg. Ezek között a legnagyobb a Müritz és a Schwerini-tó, a legkisebbek csupán pár négyzetméteresek. A tartomány 2028 tava összesen 738 km²-t borít. A tartomány területét több kisebb folyó szeli át, amelyek a tóhátság tavaiból erednek, illetve egyes tavakon keresztül is haladnak. Mecklenburg-Elő-Pomeránia délnyugati szeglete az Északi-tenger vízgyűjtőjéhez tartozik, míg az északi és keleti vidékek a Balti-tenger vízgyűjtőjén fekszenek. A fő vízfolyások a Warnow, a Peene és a Havel.

### Éghajlat

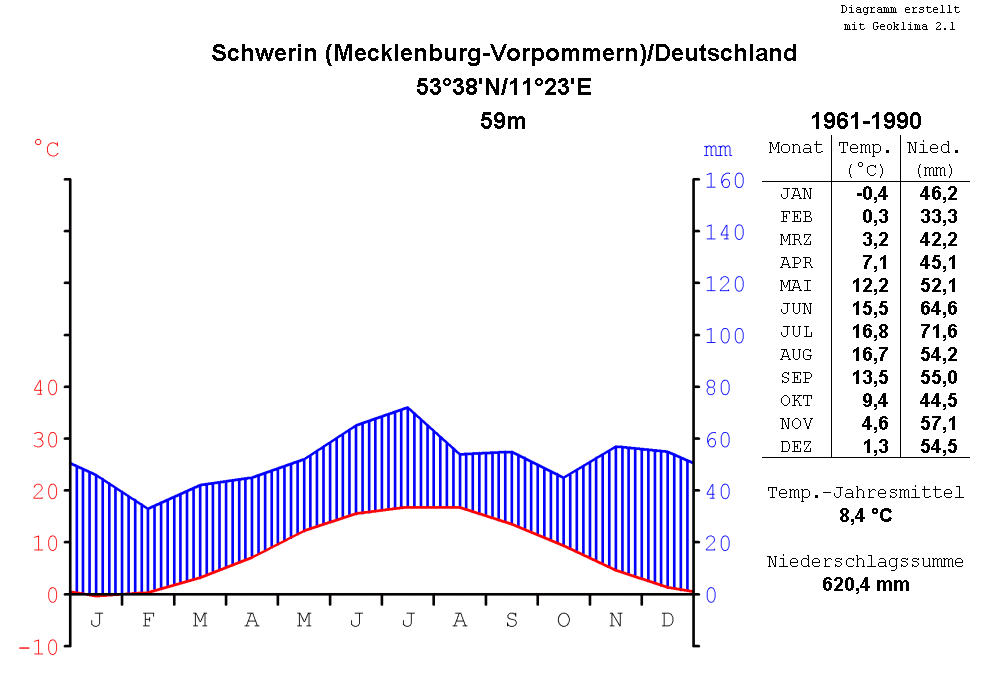
Schwerin klímadiagramja

A tartomány az óceáni és a kontinentális közötti átmeneti éghajlatú vidéken fekszik. Területének síksági jellege miatt a domborzat az éghajlatot nem befolyásolja, jelentős éghajlati eltérésekkel nem találkozhatunk. Nyugatról kelet felé haladva csökken a csapadék mennyisége és nő a napos órák száma. Rügen és Usedom szigetei Németország napsütésben leggazdagabb tájai közé tartoznak. Az csapadék átlagos mennyisége 600 milliméter/év körüli, a legcsapadékosabb hónap a július, a legszárazabb a február. A hőmérséklet-ingadozás északnyugatról délkelet felé növekszik. A leghidegebb hónap január, ilyenkor Mecklenburg-Elő-Pomeránia nyugati vidékein 0 °C, a délkeleti vidékeken -1 °C az átlagos hőmérséklet. Az enyhe telet hűvös nyár követi, a hosszú nappalok során is csak átlag 16 fokig emelkedik a hőmérséklet.
A tartomány partvidéke az ország szélenergiában leggazdagabb régióinak egyike. Ennek köszönhetően Mecklenburg tengerpartjainak látképét ma már szélerőművek uralják. A téli félévben gyakran fordulnak elő viharok, a belső vidékeken pedig ősszel rendszeres a köd.

## Története
Mecklenburg-Elő-Pomeránia a második világháború végén jött létre. A győztes szövetséges nagyhatalmak Németországot tartományokra osztották fel. A szovjet megszálló hatóságok az egykori Mecklenburg és Pomeránia tartományok, illetve néhány környező terület összevonásával hozták létre az új tartományt. A közigazgatási egység területe 22893 km²-re rúgott. 1947-ben nevét egyszerűen Mecklenburgra változtatták, majd 1949-től az újonnan kialakított Német Demokratikus Köztársaság része lett. 1952-ben a tartományt az NDK közigazgatási reformjának keretében feloszlatták. Területén három megyét (Neubrandenburg, Rostock és Schwerin) szerveztek, egyes periférikus települések más tartományokból megszervezett megyék fennhatósága alá kerültek.
A német egység megvalósulásával 1990. október 3-án jött újra létre Mecklenburg-Elő-Pomeránia. A tartomány újjászervezésében Hamburg és Schleswig-Holstein nyújtott segítséget. Az első szabad tartományi választásokra 1990. október 14-én került sor, amely után CDU-FDP koalíció alakíthatott kormányt. Heves vitákat követően a Rostock helyett Schwerint választották fővárosnak és a parlament székhelyének.

## Társadalom

### Népesség
Mecklenburg-Elő-Pomerániában a nem német származású csoportok aránya a tartományok közötti legalacsonyabbak közé tartozik, mindössze 2,3%. A területen összesen 39 ezer külföldi él, létszámuk a 2003-as csúcsérték óta lassan csökken. A külföldiek között a vietnámiak vannak a legtöbben. 

Az etnikai egyöntetűséggel szemben igen színes a néprajzi összetétel. A tartomány területének lakói a második világháború végéig mecklenburgiak, pomeránok és a délkeleti szegletben brandenburgiak voltak. A háború után részleges népességcsere zajlott le. A szovjet hadsereg elől nyugatra menekülők helyére az egykori Kelet-Poroszországból és Nyugat-Lengyelországból kitelepített poroszok és sziléziaiak érkeztek. 

### Vallások
A második világháború előtt a tartomány területén az evangélikus kereszténység volt az uralkodó vallás. Az 1945-öt követően kiépülő államszocialista rendszer nyugatbarát ellenfélként tekintett az egyházi szervezetekre. A kedvezőtlen társadalmi légkörben a vallásukat gyakorlók száma gyors csökkenésnek indult és a többi egykori NDK-területhez hasonlóan megnőtt az ateisták, illetve a vallást nem gyakorló polgárok száma. 2004-ben a Mecklenburg-Elő-Pomeránia lakóinak túlnyomó többsége, 76,5%-a vallástalan volt.
A vallásukat gyakorlók közül az evangélikusoké a legnépesebb csoport. A lakosság 17%-át tömörítő egyház történelmi okok miatt Mecklenburg és Pomerániai evangélikus egyházra válik szét. A reformáció kezdetéig a katolikus rítus volt az uralkodó. Ma katolikusok mindössze a lakosság 3,6%-át alkotják, a tartomány keleti része a berlini érsekség, nyugati része a hamburgi érsekség területéhez tartozik.
A nem keresztény lakosok száma igen alacsony. A korábban is csak jelentéktelen lélekszámú zsidóság a második világháború után majdnem teljesen eltűnt. Napjainkban is csak két apró közösségük létezik Rostockban és Schwerinben, akiknek döntő többsége orosz bevándorló. A tartományban nagyon kevés bevándorló él, ezért a muzulmánok száma sem számottevő.

## Politikai élet

### Parlament és választási rendszer
1990 óta minden negyedik évben kerül sor az általános tartományi parlamenti választásokra. Mecklenburg-Elő-Pomeránia törvényhozásában 1994-ig 66, azóta pedig 71 képviselő foglal helyet. A tartományt 36 egyéni választókörzetre osztották. Az egyéni választókörzetek mellett szavazni lehet az ún. pártlistákra is. A parlamentbe az a párt juthat be, amelyik a pártlistákra leadott szavazatok legalább 5%-át éri el, de nem követelmény, hogy a párt képviselőjelölteket állítson az egyéni választókörzetekben.

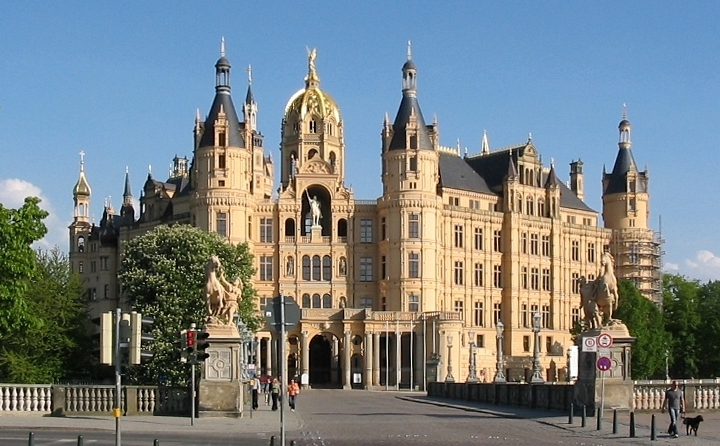
A parlament épülete Schwerinben

1900-tól ’98-ig a konzervatív CDU volt a kormány vezető ereje, azóta azonban megerősödtek a szociáldemokraták. Mecklenburg-Elő-Pomerániában hagyományosan erős a PDS, a volt NDK-állampártjának utódja, amely 1998 és 2006 között a szociáldemokraták partnereként a kormány tagja volt. A nyugati tartományokban elérteknél rendre gyengébb eredményeket produkálnak a Zöldek, akik eddig egyetlen ciklusban sem érték el az 5%-os küszöböt. A liberálisok 12 év után 2006-ban térhettek vissza a törvényhozásba. Hatalmas németországi és nemzetközi felháborodást váltott ki, amikor a 2006-os választásokon a szélsőjobboldali NPD 7,3%-ot elérve jutott a parlamentbe. A tartomány politikailag két elkülönülő régióra válik szét: míg a nyugati Mecklenburgban a baloldal, addig a keleti Elő-Pomerániában a konzervatívok erősek.
Jelenleg a SPD és a CDU ún. nagykoalíciót alkotva 63%-os többséggel kormányozza a tartományt. A parlamenti ellenzéket három egymással élesen szemben álló politikai párt (a baloldali populista PDS, a liberális FDP és a jobboldali radikális NPD) alkotja.
A parlament székhelye a Schwerin városában fekvő kastély.

### Kormányzat
A kormányt a miniszterelnök vezeti, akit a tartományi parlament tagjainak többsége választ meg legfeljebb a következő általános választásokig. A kormány tagjait a miniszterelnök nevezi ki, megbízatásuk a miniszterelnök megbízatásával együtt ér véget. A kormány tagjai megbízatásuk alatt nem vállalhatnak másik állást.
A tartomány kormányának jelenleg 10 tagja van. A kormány miniszteri rangú tagja a nőügyi és esélyegyenlőségi államtitkár is. Mecklenburg-Elő-Pomeránia Németország részeként nem folytat önálló diplomáciai tevékenységet, de a nemzetközi kapcsolatokat ápolja. A tartományt külföldön a miniszterelnök képviseli. A kormányban 6 SPD-s és 4 CDU-s miniszter dolgozik.

### Jelképek, alkotmány
A tartomány alkotmányát csak igen hosszú vita után, 1993. május 23-án fogadta el a tartományi parlament. Az alkotmányt egy 1994. június 12-én tartott népszavazáson a tartomány polgárai is megszavazták. Az alaptörvény három fejezetben (Alapvetés, Államszervezet, Állami funkciók) rendelkezik a tartomány működésének elveiről; az állam létezésének céljeként fogalmazza meg Keleti-tenger partján fekvő államokkal való együttműködést, az európai integráció elmélyítését és a természeti környezet és az állatok védelmét.

Az ún "kiscímer"

Az állam jelképeiről a tartomány alkotmánya rendelkezik. A címer két hivatalos változatban is létezik. Az állam által legtöbbször használt nagycímer egy négy részre osztott pajzsán az balról jobbra és fentről lefelé haladva a következő jelképek jelennek meg:
- Az első és a negyedik (aranyszínű) mezőn egy koronás bikafej. A bikafej eredetileg egy őstulok feje volt. A két bikafej arra emlékeztet, hogy Mecklenburg tartomány valaha két kormányzóság létezett.
- A második (ezüstszínű) mezőn a griffmadár. A griffmadár eredetileg a mecklenburgi hercegek jelképe, majd a Poroszország fennhatósága alatt álló Pomeránia címerállata lett.
- A harmadik (ezüstszínű) mezőn a brandenburgi sas látható. A vörös sas az egykor Brandenburghoz tartozó, ám ma már a tartomány területén fekvő Észak-Uckermark miatt került a címerbe.[15]

A tartomány kiscímerében csak a bikafej és a griffmadár jelenik meg. A zászló a régi mecklenburgi (kék-sárga-vörös) és elő-pomerániai (kék-fehér) zászlók konbinációja. A kék szín az eget, az arany a földet, míg a vörös a tartomány legtöbbet használt építőanyagára a téglára emlékeztet.

### Fővárosa

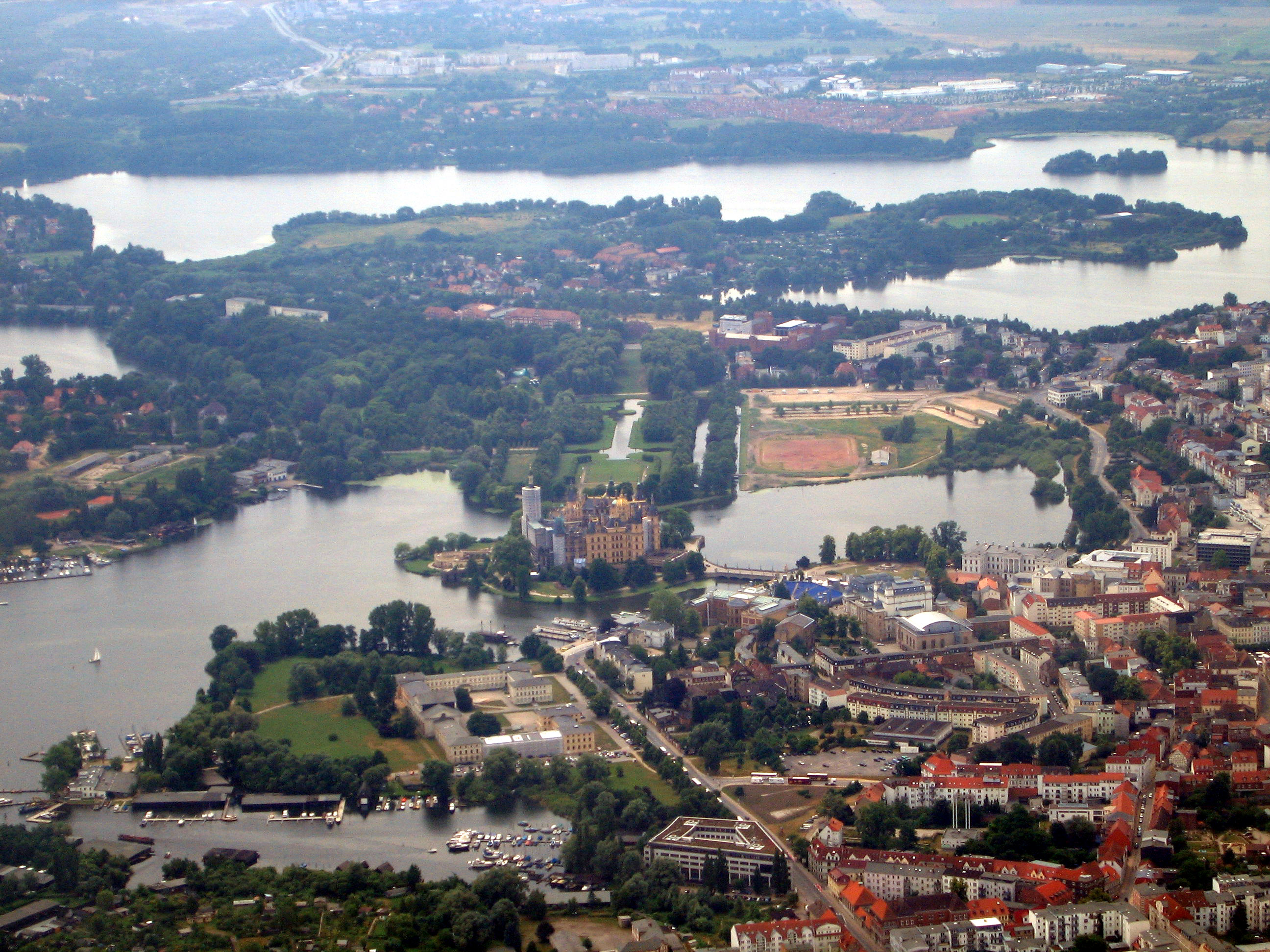
Schwerin a tavak és az erdők szétterülő városa

Schwerin a legkisebb népességű tartományi főváros. A középváros erdők és kisebb-nagyobb tavak által tagolt területén mindössze 100 ezer ember él. A város a 14. századtól kezdve a mecklenburgi hercegi állam székvárosa volt. A város jelképe a számos átalakítást megélt, és a 19. században befejezett schwerini kastély. A háború idején a várost számos angolszász bombatámadás érte, majd 1945 novemberében a szovjet megszállási zónába került. 1947-ben a szovjetek az újonnan szervezett Mecklenburg-Elő-Pomeránia tartomány fővárosául jelölték ki, majd 1952-ben a tartományok feloszlatása után a róla elnevezett megye székhelye lett. Németország 1990-es egyesítése után újból tartományi székhelyül választották, hogy a tartomány központjában fekvő, Schwerinnél minden tekintetben jelentősebb Rostock károsan nagyra nőtt központi szerepkörét ne erősítsék tovább.

## Közigazgatás
| Körzet neve          | Szám | Székhely         | Ter. (km²) | Népesség | Kód | Közösségek száma |
| -------------------- | ---- | ---------------- | ---------- | -------- | --- | ---------------- |
| Bad Doberan          | 1    | Bad Doberan      | 1362       | 119 486  | DBR | 64               |
| Demmin               | 2    | Demmin           | 1921       | 85 241   | DM  | 70               |
| Güstrow              | 3    | Güstrow          | 2058       | 104 294  | GÜ  | 62               |
| Ludwigslust          | 4    | Ludwigslust      | 2517       | 127 310  | LWL | 89               |
| Mecklenburg-Strelitz | 5    | Neustrelitz      | 2090       | 82 365   | MST | 54               |
| Müritz               | 6    | Waren            | 1713       | 67 002   | MÜR | 67               |
| Nordvorpommern       | 7    | Grimmen          | 2172       | 110 906  | NVP | 70               |
| Nordwestmecklenburg  | 8    | Grevesmühlen     | 2076       | 119 362  | NWM | 94               |
| Ostvorpommern        | 9    | Anklam           | 1910       | 109 219  | OVP | 96               |
| Parchim              | 10   | Parchim          | 2233       | 101 279  | PCH | 81               |
| Rügen                | 11   | Bergen auf Rügen | 973,92     | 70 459   | RÜG | 42               |
| Uecker-Randow        | 12   | Pasewalk         | 1624       | 76 262   | UER | 54               |

| Város neve     | Jele | Ter. (km²) | Népesség |
| -------------- | ---- | ---------- | -------- |
| Rostock        | HRO  | 181        | 169 868  |
| Schwerin       | SN   | 130        | 96 280   |
| Neubrandenburg | NB   | 147        | 67 517   |
| Stralsund      | HST  | 39         | 58 288   |
| Wismar         | HWI  | 41         | 45 182   |
| Greifswald     | HGW  | 50         | 53 434   |

### Közigazgatási reform

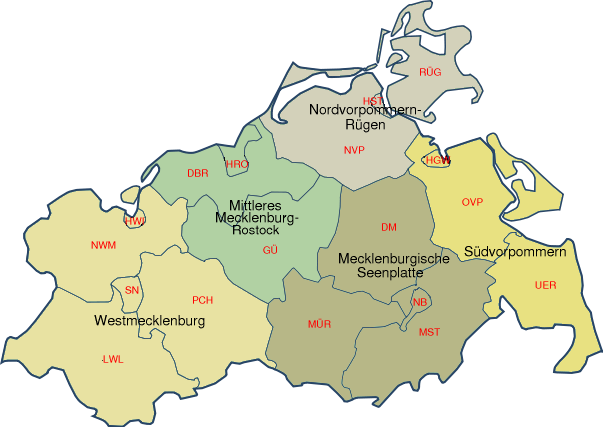
Mecklenburg-Elő-Pomeránia körzetei (elválasztott terv)

2003-ban a tartományi parlament úgy rendelkezett, hogy átszabja a tartomány belső közigazgatási határait. A reformok során a jelenlegi 12 körzetet és 6 körzeti jogú várost 5 nagymegyévé vonják össze. A reform célja, hogy a területi adminisztrációt hatékonyabbá tegyék. A tartomány a reform során számos feladatot és jogot átruház az új nagykörzetekre, miközben a megszűnő kiskörzetek feladatainak egy része a települési közösségek szintjére kerül. Az új nagykörzeteknek legkésőbb 2009. október 1-jéig meg kell alakulniuk. A reform során lehetőség nyílik arra, hogy a kialakítandó nagykörzetek határain fekvő települési közösségek más nagykörzetekbe lépjenek át. A reform után a következő Nagykörzetek jönnek létre:
| Körzet neve                   | Székhely       | Terület (km²) | Népesség (2006. január 1.) |
| ----------------------------- | -------------- | ------------- | -------------------------- |
| Mecklenburgi Tóhátság         | Neubrandenburg | 5809          | 234 608                    |
| Középső-Mecklenburg – Rostock | Rostock        | 3601          | 423 648                    |
| Nyugat-Mecklenburg            | Schwerin       | 6997          | 489 413                    |
| Észak-Elő-Pomeránia – Rügen   | Stralsund      | 3182          | 239 653                    |
| Dél-Elő-Pomeránia             | Greifswald     | 3584          | 238 .915                   |

Mecklenburg-Elő-Pomeránia járásai (2011)

A területi reformmal elégedetlen tartományi képviselők a greifswaldi alkotmánybíróságon kifogást emeltek a tervezet ellen. Az 2007. július 26-án a bíróság alkotmányellenesnek ítélte a nagykörzetek kialakítását, mivel a körzetesítésnek ez a módja sértette a települési közösségek önrendelkezésének elemeit. Az alkotmánybírósági döntés után indult meg a terv átdolgozása, 2008-ban elkezdődik az új körzetek kialakítása:
- Ludwigslust-Parchim járás
- Mecklenburgische Seenplatte járás
- Nordwestmecklenburg járás
- Rostock
- Rostock járás
- Schwerin
- Vorpommern-Greifswald járás
- Vorpommern-Rügen járás

## Közlekedés

### Közutak, autópályák
Mecklenburg-Elő-Pomeránia tartomány – földrajzi helyzetéből adódóan – a közúti infrastruktúra tekintetében hagyományosan Németország egyik legelmaradottabb térsége. A part menti hajózás a Keleti-tenger beltenger jellege miatt már a középkor elején is biztonságos volt, ezért a kelet-nyugat irányú utakra nem volt szükség. Az autópályák kiépítése csak a 60-as években indult el. Elsőként a Hamburgot az akkori Nyugat-Berlinnel összekötő tranzitautópálya épült meg a tartomány délnyugati csücskében. 1978-ban a Rostockot Berlinnel összekötő útszakasz nyílt meg. A német egység megvalósulása után 14 év alatt épült meg a Keleti-tenger mellett futó és a tartomány közlekedési gerincoszlopát jelentő A20-as autópálya. 2003-ban nyílt meg a Rostockot a Warnow folyó alatti alagúttal északról tehermentesítő autópálya.

| Autópálya száma | Európai út száma | Útvonala                                                                                      | Hossza a tartományban |
| --------------- | ---------------- | --------------------------------------------------------------------------------------------- | --------------------- |
| BAB 14          |                  | (Karstädt) – Grabow – kereszt Schwerin (A 24-sel, Wöbbelin mellett) – Schwerin – Wismar       | 59 km                 |
| BAB 19          |                  | Rostock – Leizen – (Berlin)                                                                   | 110 km                |
| BAB 20          |                  | (Hamburg) – Lüdersdorf – Wismar – Greifswald – (kereszt Uckermark / A 11-sel, Szczecin előtt) | 283 km                |
| BAB24           |                  | (Hamburg) – Gallin – Parchim – (Berlin)                                                       | 44 km                 |

### Hajózás és kikötők

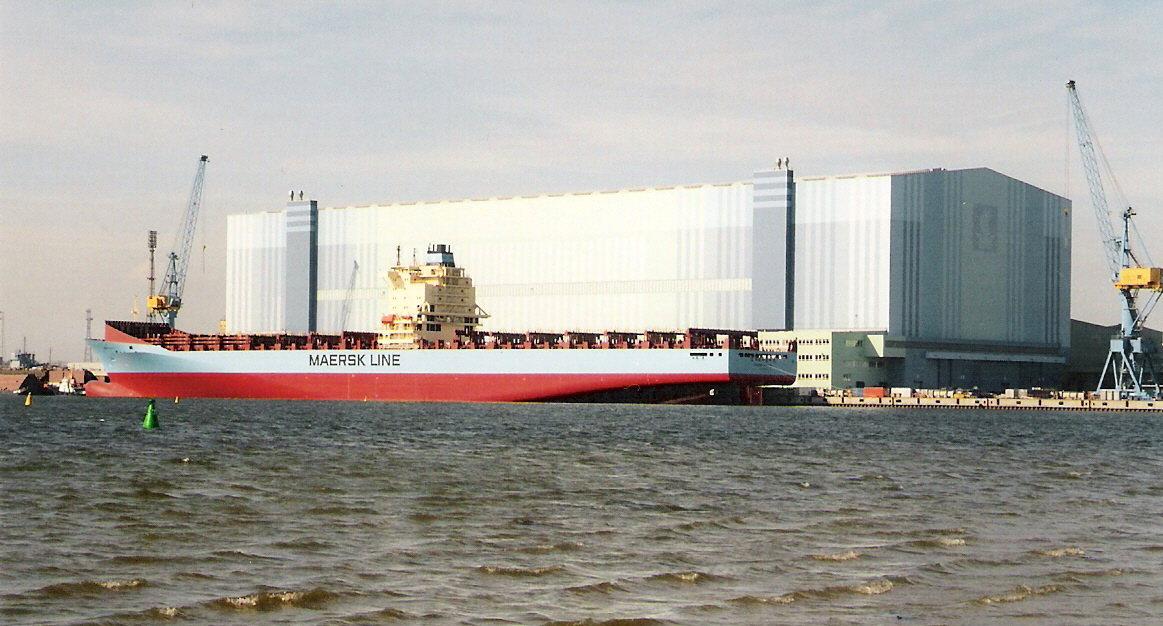
A 294 méter hosszú Maersk Boston a stralsundi hajógyár előtt

A tartomány déli részén az Elbához kapcsolódóan kiépültek a viziutak, de ezek a mai belvízi hajóknak túl sekélyek, rajtuk az áruszállítás mennyisége nagyon lecsökkent. A belvízi utak nem érik el a Keleti-tenger partján lévő kikötőket, s ez komoly versenyhátrányt jelent a nagy nyugatnémet kikötőkkel szemben.
Mecklenburgban 3 nagy, kereskedelmi forgalmat bonyolító tengeri kikötő működik. A Warnow folyó torkolatában épült Rostock kikötője. Az NDK egykori fő kikötője Németország egyesítése után hanyatlani kezdett, 1991-es teljesítménye a két évvel azelőttinek csupán 38%-a volt. A kikötő számára a kiutat a Skandinávia felé irányuló kompforgalomba való bekapcsolódás jelentette. A kikötő forgalmának ma már 55%-át a kompforgalom teszi ki, emellett jelentős az ömlesztett áruk (főként szén és ércek), illetve a kőolaj behozatala. A rostocki kikötő 25,6 millió tonnás forgalmával Németország negyedik legnagyobb kikötője és az AIDA nevű luxus-szállodahajókat üzemeltető vállalat székhelye.
A tartomány másik nagy kikötője Wismar mellett található. 4.3 millió tonnás forgalmát javarészt a Skandináviából érkező ércek, faáruk jelentik. Stralsund kikötőjének vízmélysége túl kicsi, ezért a legnagyobb hajók már nem látogatják. A Stralsundon működő Volkswerft az ország egyik legnagyobb hajógyára. Mindkét kikötőt az elmúlt években felújították és újabb rakpartokat építettek ki.

### Repülőterek
Rostock mellett 1984-ben az NDK légiereje építette és katonai célokra használta a Laage-repülőteret. 1990 után a Luftwaffe vette át a repülőtér üzemeltetését, de a létesítmény javarészt kihasználatlan volt, ezért megnyitották a civil légiforgalom előtt is. Rostock városa hamarosan megszerezte az üzemeltető vállalkozás tulajdonjogát és felépítette az első utasokat kiszolgáló létesítményeket. A Keleti-tengernél megélénkülő idegenforgalom miatt 2002-ben az állam a repülőtér bővítése mellett döntött, így három év múlva megnyílt az évi 300 000 utas kiszolgálására alkalmas új terminálépület. Jelenleg a Rostock-Laage repülőtér az idegenforgalmi főszezonban 18 000 utast fogad. A repülőteret a turisták mellett a Hansa Rostock labdarúgócsapathoz érkező vendégdrukkerek használják.
Elő-Pomeránia regionális légikikötője a Neubrandenburg-Trollhagen repülőtér. A szovjetek által elhagyott repülőteret a város próbálta meg gazdaságosan üzemeltetni. A 2000-es évek elején rendszeresen indultak innen belföldi és nemzetközi járatok, de a rostocki repülőtér megerősödése elszívta az utasokat. Napjainkban főként a nyaralókat szállító charterjáratok érintik, rendszeres forgalom nincs.
A tengermelléki szigeteken több apró helyi, füves kifutópályás repülőtér is működik, amelyet a tengerjelző szolgálat és a meteorológusok üzemeltetnek.

## A tartomány híres polgárai
- Gebhard Leberecht von Blücher – porosz marsall.
- Wilhelm Gustloff – nemzetiszocialista politikus
- Gottlob Frege – gondolkodó
- Martin Hollstein – olimpiai bajnok kenus
- Egon Krenz – Az NDK utolsó kommunista államfője
- Christian Schenk – olimpiai bajnok tízpróbázó
- Ilona Slupianek – olimpiai bajnok súlylökő
- Andreas Tews – olimpiai és Európa-bajnok ökölvívó
- Jan Ullrich – olimpiai bajnok és Tour de France-győztes kerékpáros
- Stühmer Frigyes – magyarországi ipari úttörő, cukorka- és csokoládégyáros